# Nagpur
Nagpur fou un estat tributari protegit de l'Índia central, que va existir primer sota reis gonds independents fins al 1743 i després sota domini de la família maratha dels Bhonsle (1743 a 1853) sota la qual el protectorat britànic va durar del 1803 al 1853.

## Gondwana
El territori s'anomenava Gondwana o Gondavana (País Gond). Ja sota els yadaves de Deogiri els rages gond havien conservat la independència en aquesta regió. Gondwana anava de Jubbulpore a Telangana (de nord a sud) i de les muntanyes Satpura a la regió de Chhattisgarh. Els gonds estaven dividits entre els rages gonds i els rages khatoles, els primers dels quals es consideraven rajputs kshatriyes.
Els principals regnes gonds a la zona era els de Garha (després Mandla o Garha-Mandla), Deogarh, Chandrapur o Chanda i Kherla, al vessant nord de les muntanyes Satpura. Sotmesos a aquestos hi havia alguns petits senyors gonds al Melghat que es titulaven també rages. Garha fou notable per la seva reina Rani Durgavati: Akbar va nomenar a Khwadja Abdul Majid com a governador de Karra amb títol d'Asaf Khan i va conquerir el regne de Garha regit per la Rani Durgavati; aquesta va lluitar amb valor i finalment es va suïcidar per evitar ser capturada; Garha no havia fet cap provocació per provocar la conquesta, i fou simplement un acte expansionista imperial; la conquesta és descrita al Tarikh-i-Alfi.; el fill Bir Narayan va resistir a Chauragad fins que va morir combatent i el regne fou cedit a Chandra Shah, com a vassal mogol. En el regnat de Shah Jahan, el rei de Garha, Hirde Shah, fou atacat per Raja Pahad Sing Bundela i Hirde va traslladar la seva capital a Mandla. Els seus successors van tenir disputes pel poder entre ells i van demanar ajut a poders exteriors, Aurangzeb i els marathes; finalment va acabar en mans dels marathes avançat el segle XVIII (vegeu regne de Garha-Mandla).

## Deogarh
Amb relació a Nagpur interesa el regne de Deogarh fundat vers el 895 el qual fou conquerit pel gond Sarabasa, raja de Garha (vegeu Garha-Mandla); els rages gond de Deogarh van tenir seu inicial a Harayagad, però van traslladar la capital a Deogarh en temps del raja Jatba vuitè successor de Sarabasa; els rages eren feudataris de Garha però quan aquest regne va quedar sota protectorat mogol amb Akbar, Deograh fou considerat un feu directe de l'imperi regnant aleshores l'esmentat Jatba que va estendre el seu regne fins a la zona de Nagpur on va construir un fort i una posició avançada. Els seus descendents foren coneguts a Nagpur com "killevale-raje". Vers 1600 Jatba fou succeït pel seu fill Koka Shah. Quan va deixar de pagar tribut Shah Jahan va ordenar a Khan Dauran devastar el seu territori i el 1637 Khan Dauran va assetjar i ocupar Nagpur i va enderrocar els bastions. Koka Shah va anar de Nagpur a Deograh i va comprar la pau pagant mig lakh de rúpies i 170 elefants i Nagpur li fou restaurada. Una mica més tard Nagpur fou altre cop atacada i destruïda dues vegades més, la primera per Shah Nawaz i la següent pel llavors príncep Aurangzeb com a governador del Dècan, però la ciutat s'havia empobrit i només s'hi va trobar una vaca. A Koka Shah el va succeir Bakht Shah o Bakht Buland, el principal raja de la nisssaga. Bakht Buland fou enderrocat pels seus germans i va demanar ajut a Aurangzeb, ara emperador; aquest va acceptar a canvi que el raja s'havia de convertir a l'islam. Una vegada restaurat al tron, Bakht es va fer musulmà i va estendre el seu regne fins a arribar al límit amb Berar; va fundar la ciutat de Nagpur reunint 12 petits llogarets coneguts com a Rajapur Barsa o Barasta. Va construir carreteres, va dividir la ciutat en seccions i hi va construir una forta muralla protectora; la vella Nagpur encara és coneguda com a Burhan Shah Kila del nom del darrer rei de la nissaga. Bakht Buland va morir vers el 1706 i el va succeir el seu fill 
Chand Sultan, que va aprofitar l'enfonsament de l'Imperi Mogol després de la mort d'Aurangzeb i es va apoderar de Paunar a Berar, una posició militar estratègica. Va romandre allí per més de vint anys.

## Bhonsle
La família Bhonsle (o Bhonsla) és considerada un clan reial o kshatriya del marathes, Sivaji el fundador del poder maratha pertanyia a la família, branca Chatrapati. L'avi de Sivaji, Maloji, fou contemporani d'un membre de la família Bhonsle del poble de Beradi prop d'Hingani (districte de Poona), i per això la branca de la família fou anomenada Hinganikar; els germans Mudhoji i Rupaji foren contemporanis de Sahaji el pare de Sivaji; ambdues branques es consideraven descendents dels sisòdia rajputs de Chitor-Mewar i tenien un origen comú. Mudhoji i Rupaji, contemporanis de Sahaji, foren soldats; el segon tenia un jagir a Bham, però va morir sense fills; Mudhoji va deixar dos fills, Parasoji i Sabaji que van servir amb el seu oncle i amb també amb Sivaji. Parasoji (o Parsoji) va guanyar alguna distinció en les seves expedicions a Berar i Gondavana en el regnat de Sivaji, i va cobrar tributs en aquestes regions. A la mort de Sambhaji, el va succir al tron maratha Rajaram, al que Parasoji va donar suport i el maratha en agraïment li va donar diversos honors entre els quals el títol de "Senasaheb Subha". Va crobrar tribut a Gondavana, Deogarh, Chanda i Berar i va rebre l'administració dels drets marathes en aquests terres (1699).
Quan Shahu fou alliberat pels mogols, Parasoji fou el primer noble maratha que li va fer costat i el va reconèixer com de sang reial davant les dubtes plantejades. El 1707 Shahu va concedir a Parasoji el títol de "Sena saheb Subha" i va emetre un sanad concedint-li a ells i als seus successors, a perpetuïtat, drets als següents llocs:
- Prant de Ritapur, sarkar de Gavel, Prant de Berar, Prant de Deogarh, Chanda i Gondavana.
- Drets al mahal d'Anagondi (en realitat no se sap que vol dir, ja que no es pot referit al regne d'Anagundi a Karnataka), i mahals de Berar i altres llocs, en total 147 mahals de sis sarkars

Parasoji va morir a Khed a la confluència dels rius Krishna i Venna el 1709 quan tornava a la seva residència des de Satara. El va succeir el seu fill Kanhoji Bhonsle al que Shahu va ratificar el seu títol hereditari i a més va cedir algunes terres a Kher o Khed pel manteniment de la memòria del seu pare. Kanhoji va conquerir Darwa però va conservar quarter general a Bham. En el control entre els Germans Sayyids i Asaf Jah I pel control dels afers a la cort de Delhi, els primers van rebre el suport de Shahu que va enviar a Baji Rao Peshwa i a Kanhoji Bhonsle contra el nizam; la batalla de Balapur es va lliurar el 10 d'agost de 1720 i el nizam va aconseguir el triomf. El 1724 Kanhoji Bhonsle va oferir el seu suport a Mubariz Khan contra el nizam però aquest la va rebutjar i fou derrotat a Sakhar-Kheda.
Kanhoji no tenia fills i encara que feia tota mena de sacrificis i ofrenes no aconseguia un hereu. Finalment Kanhoji va tenir un hereu al que va batejar com a Rupaji. En aquest temps va deixar de pagar els tributs als Chatrapatis o al Peshwa i quan fou cridat a explicar les causes, no va poder donar explicació satisfactòria. Però sembla que no estava preparat pel trencament amb Shahu; les relacions van empitjorar i el 23 d'agost de 1725 Kanhoji va sortir de Satara i va demanar asil al nizam. Shahu en va demanar l'entrega que el nizam no va concedir. Quan tot va fallar Shahu va enviar a Raghuji Bhonsle, nebot de Kanhoji (fill del seu germà Bimbaji), contra aquest aprofitant que Raghuji reclamava la seva part al jagir ancestral. Raghuji va marxar el 1728 des de Satara en contra del seu oncle i va rebre de Shahu la mokasa de Devur (prop de Wai) i per això en endavant els Bhonsle de la branca Hinganikar originada en Raghuji foren titulats també com a rages de Devur; va rebre tanmateix diversos honors i el dret de recaptar a Berar i Gondwana que podia estendre a Chhattisgarh, Patna, Allahabad i Makasudabad (a Bengala). Raghuji va entrar a Berar per Aurangabad, va evitar el territori del feudatari Samser Bahaddar Atole, i va recaptar tribut a la regió. Sujayat Khan Pathan d'Akola que servia als nawabs d'Ellichpur, fou derrotat per Raghuji i el seu territori dominat. Llavors Raghuji es va dirigir a Bham, quarter del seu oncle (1730). Bham fou assetjada i durant el setge se li va unir el seu altre oncle Ranoji. Kanhoji va fugir cap a Mahur però fou atrapat pel seu nebot i atacat a Mandar (Vani) i en el combat fou derrotat i fet presoner. Kanhoji va passar la resta de la seva vida com a presoner a Satara. Raghuji va ocupar el lloc del seu oncle.

### Regnat de Raghuji I
A la mort del sobirà gond de Deogarh Chand Sultan el 1738 el va succeir el seu fill legítim Bahadur Shah, però el fill il·legítim Wali Shah el va matar i va ocupar el poder. Els dos germans legítims de Bahadur Sah, Burhan i Akbar, que tenien menys de 20 anys, eren els successors legítims i la seva mare Rani Ratankuvar, va demanar ajut a Raghuji Bhonsle que governava Berar per compte del peshwa maratha. Quan Raghuji fou cridat pels joves prínceps gonds, va marxar de Bham on es trobava i va expulsar del tron l'usurpador Wali Shah al que va fer presoner, i els va posar al tron; tot seguit es va retirar amb una considerable recompensa i un terç del territori. Aviat van esclatar dissensions entre el dos germans i el 1743 Raghuji va tornar a intervenir a petició del germà gran Burhan Shah i va expulsar a l'altra germà; però aquesta vegada Raghuji no va marxar sinó que es va emparar del poder a l'estat i encara que Burhan Shah va romandre com a sobirà nominal, el cap maratha va exercir el poder efectiu. En anys posteriors Raghuji I va fer diverses expedicions: per dues vegades va envair Bengala i va aconseguir la cessió de Cuttack. Chanda, Chhattisgarh i Sambalpur foren afegides als seus dominis entre 1745 i 1755, any en què va morir (el 21 de febrer). El va succeir Janoji 

### Regnat de Janoji
Janoji va participar en les guerres entre el peshwa i el nizam i després de trair tant a l'un com a l'altra, aquestos es van unir contra ell i van saquejar i cremar Nagpur el 1765. Janoji va morir el 21 de maig de 1773 i els seus germans es van disputar la successió. Mudhoji I va derrotar el seu germà a Panchgaon a uns 10 km al sud de Nagpur, i va agafar la regència en nom del fill menor Raghuji II, hereu designat per Janoji (que l'havia adoptat formalment).

### Regència de Mudhoji I
Sabaji, germà de Janoji i Mudoji va obtenir el tíol de Nanasaheb el 1772 però el 1773 el va haver de renunciar a favor de Raghuji II, a canvi de participar en el govern de la regència de Madhoji, el seu germà. El 1774 es va revoltar, però va morir en combat el 1775 i en endavant Mudhoji va governar sense oposició. El 1785 Mandla i la vall superior del Narbada foren agregats a Nagpur per un tractat amb el peshwa. Mudhoji el regent es va acostar als britànics, política que fou continuada pel seu fill Raghuji II després de la mort del seu pare el 19 de maig de 1788.

### Regnat de Raghuji II
Raghuji II va adquirir Hoshangabad i la vall inferior del Narbada. Des del 1792 el país va estar en pau i els cultius es van incrementar regnant certa prosperitat. El 1803 Raghuji II es va unir a Sindhia contra el govern britànic i els dos caps marathes foren decisivament derrotats a Assaye i Argaon pels britànics i pel tractat de Deogaon del mateix any, Raghuji va haver de cedir Cuttack, el sud de Berar i Sambalpur als britànics (Sambalpur fou abandonat pels britànics el 1806). La pèrdua del territori va comportar la de la meitat de la recaptació i Raghuji ho va intentar compensar amb l'augment de tributs a la part que havia conservat; així els pobles foren sobrecarregats amb rendes, i es van establir noves taxes; el pagament de les tropes es va retardar i els soldats havien de viure sobre el terreny a costa dels pagesos, i al mateix temps començaven els saquejos dels pindaris que es van fer extremament durs el 1811 any en què els pindaris van arribar als suburbis de Nagpur i els van incendiar; en aquest temps es van construir nombrosos forts per fer front als atacs pindaris; els pagesos es retiraven a les fortaleses i abandonaven als saquejadors tot el que no es podien emportar. Raghuji II va morir el 22 de març de 1816 i el va succeir el seu fill Parsoji "Bala Sahib Parsharam".

### Regnat de Parsoji o Parasoji
Parsoji "Bala Sahib Parsharam" era considerat retardat mental i va governar només uns mesos. Fou assassinat per Mudhoji II conegut com a Appa Sahib, que el va suplantar (1816).

### Regnat de Mudhoji II àlies Appa Sahib
El 1817 Mudhoji II va signar un tractat d'aliança amb la Companyia Britànica de les Índies Orientals que establia el manteniment per Nagpur d'una força subsidiària britànica. A la cort de Nagpur hi havia un resident britànic des de 1799 que ara va guanyar influència. Poc després esclatava la guerra entre els britànics i el peshwa i Appa Sahbib va trencar la seva aliança i va acceptar una ambaixada i un títol del peshwa; les seves tropes van atacar als britànics però foren derrotades a la batalla de Sitabaldi i tot seguit a la rodalia de Nagpur (ciutat). A causa d'aquestes derrotes la resta de Berar i els territoris de la vall del Narbada foren cedits als britànics. Appa Sahib va conservar el tron però poc després es va descobrir que conspirava i fou deposat (15 de març de 1818) i desterrat a Allahabad, però pel camí va subornar als guàrdies i va fugir primer a les muntanyes Mahadeo i després al Panjab. Els britànics van posar al tron a un net de Raghuji, de nom Raghuji III (26 de juny de 1818).

### Regnat de Raghuji III
Durant la seva minoria el poder va estar en mans del resident britànic fins al 1830 quan se li van concedir els poders. Quan Raghuji III va morir sense hereus l'11 de desembre de 1853, i en virtut de la doctrina de la caducitat, definida per Lord Dalhousie, el principat fou annexionat formant la província britànica de Nagpur.

## Llista de residentes
- 1. Forster, 15 de gener de 1788 a 5 de gener de 1791.
- Sense resident, 5 de gener de 1791 a març de 1799
- 2. Colebrooke, març de 1799 a maig de 1801
- Sense resident, maig de 1801 a gener de 1804
- 3. Mount Stuart Elphinstone, gener de 1804 a 24 de gener de 1807
- 4. Jenkins, 24 de gener de 1807 a 29 de desembre de 1826
- Interinitat, 29 de desembre de 1826 a 12 d'abril de 1827
- 5. Wilder. 12 d'abril de 1827 a 19 de febrer de 1830
- 6. Groeme, 1830-1833
- Interinitat 1833-1834
- 7. Tinent coronel J. Briggs, 31 de maig de 1834 a 1835.
- 8. C. Cavendish, 1835 a 13 de novembre de 1839
- 9. Major Thomas Wilkinson, 13 de novembre de 1839 a 12 de setembre de 1844
- Interinitat, 12 de setembre de 1844 a 1 de desembre de 1844
- 10. Coronel A. Spiers, 1 de desembre de 1844 a 1847
- 11. Capità Ramsay, gener de 1847 a 12 de març de 1849
- 12. Davidson, 12 de març de 1849 a agost de 1850
- 13. Mansel, 1850 a 1854.